# Édouard Herriot
Édouard Marie Herriot (Troyes, 1872. július 5. – Saint-Genis-Laval, Rhône megye, 1957. március 26.) francia politikus és akadémikus. A Harmadik Köztársaság 59., 62. és 71. miniszterelnöke.

## Életpályája
Katonacsaládban született, nagyapja kapitányi rangban vonult nyugállományba, apja gyalogsági hadnagyként vett részt részt az 1859-es olasz hadjáratban.
Herriot az École normale supérieure-ön szerzett diplomát klasszika-filológiából. Először Nantes-ban, majd Lyonban tanított retorikát, Édouard Daladier is tanítványa volt. Émile Zola és Anatole France hatására Alfred Dreyfus oldalára állt, és a per hatására létrehozta Lyonban az Emberi és polgári jogok francia ligájának helyi szekcióját. Bár csodálattal tekintett Jean Jaurèsre, mégsem lépett be a szocialista pártba. Herriot politikai programjában az egyenlőség és az igazságosság megvalósítása állt, de dogmák nélkül.
1904-ben Lyon város tanácsosává, 1905. november 5-én pedig polgármesterévé választották. Ezt a tisztségét a német megszállás időszakát kivéve 1957-ig megtartotta. A város fejlesztéséért és felvirágoztatásáért nagyon sokat tett. A Rhône folyót szabályozták, víztározót, hidakat, iskolákat, árvaházakat, kórházat, sportlétesítményeket építtetett. 1912 és 1919 között Rhône megyét képviselte a szenátusban. Aristide Briand hatodik kormányában közlekedési, közmunkaügyi és népélelmezési miniszter 1916. december 1. és 1917. március 18. között. Az ő feladata lett a kenyérjegy bevezetése.
1919-ben a Radikális Párt elnökévé, és Rhône megye nemzetgyűlési képviselőjévé választották. Az ellenzék vezetőjeként ellenezte a kényszer alkalmazását Németországgal szemben, a Ruhr-vidék zálogként történő elfoglalását a késedelmes német jóvátétel fizetése miatt.
1924. június 14-én Gaston Doumergue kérésére kormányt alakított, és a külügyi tárcát is átvette. Herriot ekkor már híressé vált. Jules Romains szerint Jaurès óta ő a legnagyobb szónok. Hatalmas tudása, kitűnő emlékezőtehetsége, energikus, melegszívű és humánus lénye rendkívül népszerűvé tette a kisemberek között. Miniszterelnöksége kezdetén átütemezett tervet nyújtottak be Franciaországnak, ami a Weimari köztársaság gazdasági teljesítőképességéhez igazította az első világháborús német jóvátétel fizetéseket. Herriot Angliába utazott, és találkozott J. Ramsay MacDonalddal, a munkáspárti miniszterelnökkel, amelynek nyomán enyhültek a két ország közötti kapcsolatok. A július 16. és augusztus 16. között Londonban megrendezett konferencián Herriot elfogadta a Dawes-tervet, és a Ruhr-vidék kiürítését. Angliától viszont nem sikerült garanciát kapnia, hogy egy esetleges német megtorló hadjárat esetén segítséget nyújtanak Franciaországnak. 1924 októberében Herriot kormánya hivatalosan elismerte a Szovjetuniót. 1925. augusztus 22-én a nemzetgyűlés elnökévé választották, Paul Painlevét váltotta fel, aki kormányfő lett.
A Briand-kormány bukását követően Doumergue köztársasági elnök Herriot-t kérte fel kormányalakításra 1926. július 17-én. De mivel nem kapott többségi támogatást, július 21-én lemondott. Henri Poincaré nemzeti egységkormányában elfogadta a közoktatási tárcát. Az egységes iskola megteremtésével foglalkozott, ahol a gyerekek vallástól, társadalmi és anyagi helyzettől függetlenül részesühetnek felsőbb oktatásban. 1928. november 6-án lemondott az Angers-ban megtartott pártkongresszus határozata nyomán, amely elrendelte a radikális miniszterek visszavonulását.

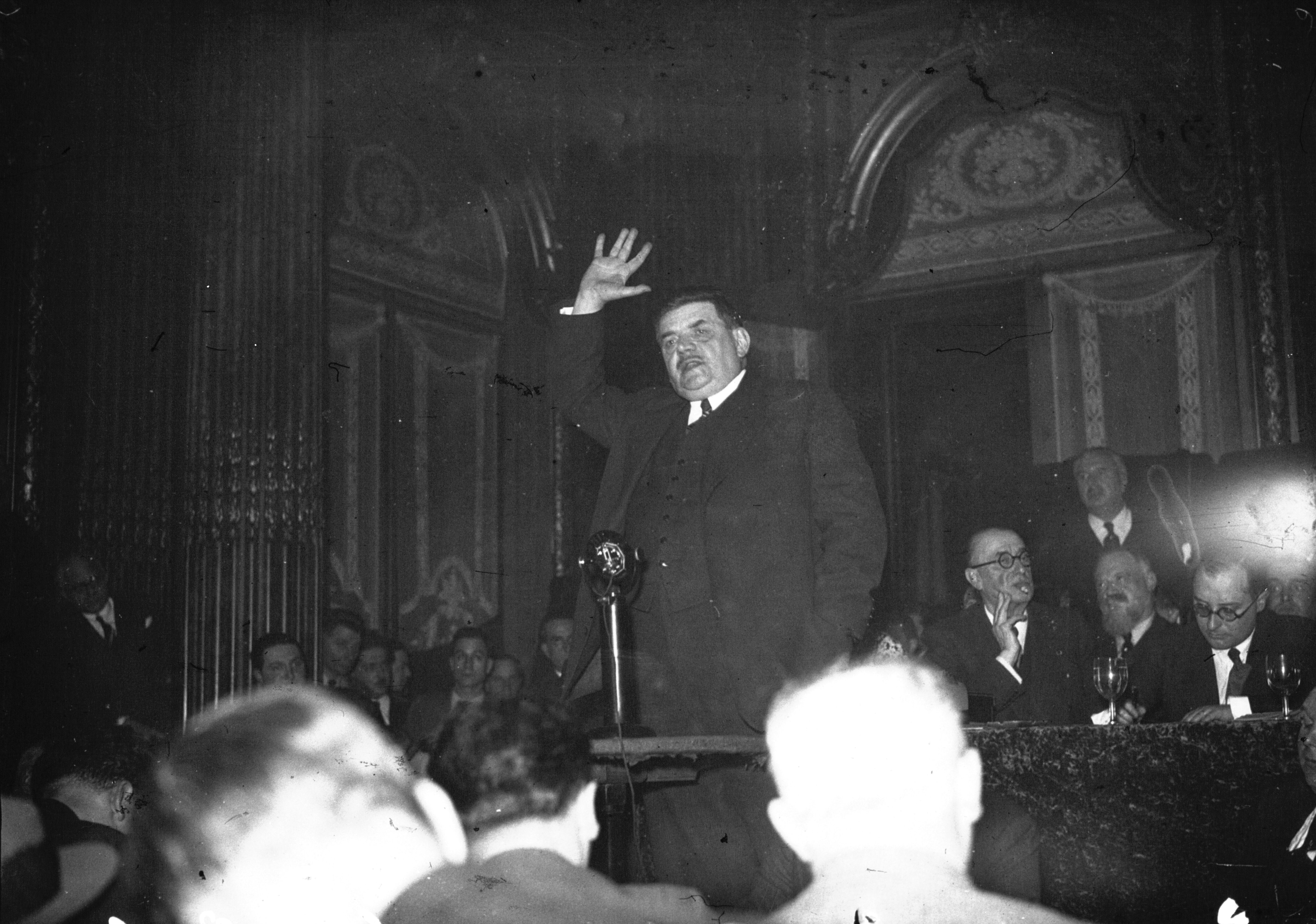
1936-ban

1932 májusában, a győztes választások után megalakította harmadik kormányát, és a külügyek is hozzá tartoztak. December 14-én lemondatták, mert ellenezte az Egyesült Államoknak járó háborús adósság fizetésének megtagadását.
A nemzetgyűlés külügyi bizottságának elnökeként ellátogatott Magyarországra, Bulgáriába, és Törökországba. Franklin D. Roosevelttel tárgyalt 1933 áprilisában az Egyesült Államokban. 1934. február 7-én Doumergue kormányában államminiszter, és kezdeményezésére írták alá 1935. május 2-án a francia–szovjet kölcsönös segítségnyújtási szerződést. 1936. január végéig államminiszter Flandin, Bouisson és Laval kormányában.
Amikor 1940. július 10-én teljhatalommal ruházták fel Pétain-t, Herriot, a nemzetgyűlés elnöke, tartózkodott a szavazástól, ezért házi őrizetbe vették. Először Nancyban, majd Maréville-ben tartották fogva. 1944. augusztus 12-én Pierre Laval felszólította, hogy hívja össze a nemzetgyűlést és alakítson kormányt, de Herriot visszautasította. Ekkor Németországba internálták. 1945-ben a szovjet csapatok szabadították ki. Moszkvában meleg fogadtatásban részesítették, és a rádióban is mondott beszédet. Teherán és Kairó érintésével érkezett Párizsba május 21-én. Másnap Charles de Gaulle a Francia Köztársaság Becsületrendjével tüntette ki. De elutasította Herriot kérését, hogy újra elfoglalhassa a Hôtel de Lassay-t, a nemzetgyűlés elnökeinek hivatalos rezidenciáját. Herriot nem akart a kormány tagja lenni. De Gaulle azt kérte tőle, hogy segítse újjáépíteni Franciaországot. Herriot kijelentette, hogy a Radikális Párt megújításával és a Harmadik Köztársaság visszaállításával kíván foglalkozni. Ellenezte a Negyedik Köztársaság létrehozását.
1946-ban a Francia Akadémia tagjává választották, 1954-ben a Nemzetközi Békedíjjal tüntették ki. Egész életében kiállt elveiért, a parlamenti demokráciáért, a sajtó- és gyülekezési szabadságért, a gazdasági liberalizmusért, a gondolatszabadsághoz való jogért és a laicitásért. Politikai tevékenységével párhuzamosan jelentős volt irodalmi munkássága.

## Írásai
- Philon le Juif, esszé az Alexandriai iskoláról, 1897
- Madame Récamier et ses amis, 1909
- Un ouvrage inédit de Mme de Staël. Les Fragments d'écrits politiques (1799), 1904 (thèse complémentaire)
- La Vie et la Passion de Michel Servet, 1907
- Vieille et jeune Turquie, 1911
- Créer, 2 vol., 1919
- La Russie nouvelle, 1922
- Impressions d'Amérique, 1923
- Dans la forêt normande, 1925
- Pourquoi je suis radical-socialiste, 1928
- La Vie de Beethoven, 1929
- Europe, Paris, les éditions Redier, 1930, 280 p.
- La France dans le monde, 1933
- Le Problème des dettes, 1933
- Orient, 1934
- Lyon n'est plus, 4 volumes (« Jacobins et Modérés », « Le Siège », « La Réaction », « La Répression »), 1937-1940
- Sanctuaires, 1938
- Aux sources de la liberté, 1939
- La Triple Gloire de Lyon, 1946
- L'âme de la France et la leçon de Port-Royal, discours à l'Académie française (nov. 1946), 1947
- Pages immortelles de Diderot, choisies et expliquées, 1949
- Lyon, lithographies de René Aubert, 1949.
- Études françaises", 1950
- Notes et Maximes posztumusz kiadás, 1962

### Magyarul
- Szabadság; ford., bev. Rónai Mihály András; Anonímus, Bp., 1946 (Politikai remekírók tára)
- Szabadság; ford., bev. Rónai Mihály András; Háttér, Bp., 2001

## Kapcsolódó szócikk
- Franciaország miniszterelnökeinek listája

| Elődje: Frédéric François-Marsal | Franciaország kormányfője 1924. június 14. – 1925. április 10. | Utódja: Paul Painlevé |

| Elődje: Aristide Briand | Franciaország kormányfője 1926. július 19. – 1926. július 21. | Utódja: Raymond Poincaré |

| Elődje: André Tardieu | Franciaország kormányfője 1932. június 3. – 1932. december 14. | Utódja: Joseph Paul-Boncour |